# السنغال العليا والنيجر
السنغال العليا والنيجر، هو اسم مستعمرة في غرب إفريقيا فترة الاحتلال الفرنسي للمنطقة، تم إنشاؤها في 21 أكتوبر 1904 من مستعمرتي السنغال والنيجر.

## التاريخ
كانت مستعمرة أعالي السنغال والنيجر تحتوي على الأراضي القديمة في أعالي السنغال، والنيجر الأوسط، وإقليم النيجر العسكري. وكانت عاصمتها باماكو.
عانت منطقة السنغال العليا والنيجر من العنف في مواجهة إعادة التنظيم الاستعماري والضرائب.
بين نوفمبر 1915 وفبراير 1917، شهدت مستعمرة السنغال العليا والنيجر معارضة مسلحة شعبية واسعة ومستمرة للحكومة الاستعمارية في منطقة فولتا الغربية، وهي أهم معارضة مسلحة للسلطة الاستعمارية الفرنسية تم تنظيمها في أفريقيا جنوب الصحراء الكبرى في الفترة التي سبقت الحرب العالمية الثانية.
بعد انتهاء الحرب العالمية الأولى، أدى النجاح غير المتوقع لحركة المقاومة هذه إلى قيام السلطات الفرنسية بإصدار مرسوم بتقسيم مستعمرة أعالي السنغال والنيجر وإنشاء مستعمرة فولتا العليا في مارس 1919، والذي قسم المستعمرة إلى وحدتين:
فولتا العليا الفرنسية: تشكلت من دوائر جاوا، بوبو ديولاسو، ديدوغو، واغادوغو، دوري، ساي، وفادا نغورما.
مالي الحالية: فكانت لا تزال تسمى "السنغال العليا والنيجر" حتى أعيدت تسميتها بإسم السودان الفرنسي.
في عام 1921سميت بموجب مرسوم بإسم  الحكومة العامة لغرب إفريقيا الفرنسية.